# 敖泉镇
敖泉镇，是中华人民共和国湖南省郴州市桂阳县下辖的一个乡镇级行政单位。

## 行政区划
敖泉镇下辖以下地区：
斗余村、光路村、水星村、湘山村、逢塘村、咸宜村、塘汪村、兴塘村、杏村、乌龙村、船山村、三唐村和兼葭村。